# Филон Лариски
Вижте пояснителната страница за други личности с името Филон.
Филон Лариски (на старогръцки: Φίλων Phílōn, * 159/158 пр.н.е. в Лариса, Тесалия, † 84/83 пр.н.е. в Рим) е древногръцки философ. Той основава „Новата академия“, т.нар. „четвърта академия“ през 1 век пр.н.е. Той принадлежи към Платоновата академия в Атина, която ръководи от 110/109 до 88 пр.н.е. като scholarch (ръководител на училището). Филон е умерен скептик.
Роден е в Лариса, където осем години получава философски уроци при Каликлес, ученик на прочутия философ-скептик Карнеад. През 134/133 пр.н.е. Филон отива в Атина, където седем години учи при стоиците. Четиринадесет години, от 124/123 до 110/109 пр.н.е., той е ученик на Клитомах. Когато той умира, Филон е избран за негов наследник през 110/109 пр.н.е. При него учат много римляни, между тях Гай Аврелий Кота (консул 75 пр.н.е.). За да избегне тиранската власт в Атина и Митридатовите войни, Филон бяга през края на 88 пр.н.е. в Рим. Последните си години той прекарва в Рим. Там той е учител по философия и реторика. Негови ученици са Цицерон, Квинт Лутаций Катул (консул 102 пр.н.е.) и неговия син (консул 78 пр.н.е.).
През зимата 87/86 пр.н.е. неговият най-главен противник е неговият бивш ученик Антиох от Аскалон, който отхвърля напълно скептецизма и се бори против него.
Всичките ръкописи на Филон са се загубили, останали са само някои фрагменти. Известна е една титла Dihaíresis tou kata philosophían lógou („Въвеждане и представяне на философията“).
През 87 пр.н.е. в Рим той пише в две книги, т. нар. „римски книги“, с неизвестна титла, за
епистемологията (за произхода и обхвата на познанието).